# Ai Qing
Ai Qing (xinès simplificat: 艾青, pinyin: Ài Qīng; Fantianjiang, 1910 - Pequín, 1996) fou un pintor i poeta xinès. Gran poeta del vers lliure,que va tenir una gran influència en l'aparició i desenvolupament de la "xinshi " (nova poesia) xinesa que es va desenvolupar a partir dels anys 20. Se'l considera una figura emblemàtica dels grans intel·lectuals xinesos nascuts al final de l'Imperi.

## Biografia
Ai Qing, de nom real Jiang Haicheng (蒋海澄) va néixer el 27 de març de 1910, l'últim any de la dinastia Qing, en una família de terratinents al poble de Fantianjiang, districte de Jinhua, província de Zhejiang (Xina).

### Primers anys
La joventut d'Ai Qing té lloc durant els primers anys de la República de la Xina. Tenia quinze anys quan Sun Yat-sen va morir el 1925. Volia entrar a l'Acadèmia Militar Whampoa, però el seu pare hi estava en contra. A la tardor de 1928, Ai va entrar a l'Institut de Belles Arts Hangzhou. El seu mestre va ser el pintor Lin Fengmian que l'aconsellà anar a França; ell mateix havia estat un dels primers artistes xinesos que va estudiar a París i a Dijon, entre 1918 i 1925.

### Estada a París
El 1929 Ai Qing s'embarcà cap a França on hi va passar tres anys a París, del 1929 al 1932. Desembarcà a Marsella on diu que està alhora enlluernat i aterrit per la violència i la bogeria de la ciutat. [El seu fill Ai Weiwei hi va tornar gairebé un segle després, el juny del 2018, amb una exposició al Museu de les Civilitzacions d'Europa i de la Mediterrània (Mucem) als molls de La Joliette on havia atracat el transatlàntic del seu pare. S'hi van exposar, entre les obres del fill, la maqueta de la barca, el quadern de bord del capità i la màscara mortuòria d'Ai Qing feta per Ai Weiwei]
A París, Ai Qing va estudiar francès amb un emigrant polonès i va a dibuixar a un l'atelier a Montparnasse. Allà descobreix Renoir i els impressionistes, i l'univers poètic de Chagall. Un dels seus quadres s'exposa al Salon des Indépendants: un petit retrat d'una persona aturada. Però també va interesar-se per poetes com Apollinaire, Émile Verhaeren i els poetes russos, entre ells Maiakovski.

### Tornada a la Xina. Presó i exili
El setembre de 1931, el Japó va envair les tres províncies de Manxúria -Heilongjiang, Jilin i Liaoning- i es va tornar cada cop més amenaçador. Ai Qing, com tots els estudiants xinesos a França, estava preocupat pel futur del seu país. Per això, el gener de 1932, va tornar cap a la Xina. A la seva tornada al país, es va instal·lar a Xangai on es va unir a la Lliga d'Artistes d'Esquerra, propera al Partit Comunista Xinès. Les seves idees "subversives" el van portar a ser arrestat pel Guomindang i empresonat. Va romandre a la presó tres anys i tres mesos abans de ser alliberat el 1935. Poc després va contraure matrimoni que havien arranjat pels seus pares. Durant l'estada a la presó va escriure diversos poemes, entre els quals un dels seus més famosos: "Le Mirliton" (Ludi芦笛) subtitulat "en memòria del modernista francès" poeta Apol·linaire" (为了纪念已故法国现代派诗人阿波里内尔).
Va ser durant el seu temps a la presó que Ai Qing va canviar el seu nom. Un dia que havia de signar un document, s'adonà que el seu cognom Jiang era el mateix que el de Chiang Kai-shek, màxim dirigent del Guomindang, que el va empresonar.
Durant la segona guerra sino-japonesa, el 1939, es va traslladar a Chongqing, on va esdevenir degà del departament d'humanitats d'una universitat local i el 1941 es va casar per segon cop i va anar a Yan'an on es va convertir en editor de la revista "Poesia" (诗刊), va ensenyar a l'Acadèmia Lu Xun i va entrar al Partit Comunista Xinès.
El final de la guerra sino-japonesa el 1945 va fer que Ai abandonés Yan´an cap a la província de Hebei on els comunistes es van fer càrrec de les terres abandonades pels japonesos. Aleshores va ser nomenat vicepresident de l'Institut de Literatura i Art de les Universitats Unides del Nord-est, càrrec administratiu que va ocupar fins al 1949.
Va tornar a Pequín el gener de 1949 i després va dur a terme una intensa activitat. D'aquests anys data l'amistat amb Pablo Neruda. Aquest últim, que era membre del Consell Mundial de la Pau, va arribar a la Xina el 1951 per atorgar a la senyora Sun Yat-sen el Premi Lenin de la Pau. i Ai Qing va ser assignat per acompanyar-lo durant l'estada a la Xina.
El 1956 Ai es va divorciar de la seva segona dona, amb qui va tenir 4 fills, i l'any següent, es va casar amb una ballarina de 23 anys més jove que ell, ja divorciada i mare, anomenada Gao Ying, amb qui va tenir dos fills, entre ells el conegut artista Ai Weiwei.
Si amb el Guiomindang va estar empresonat, durant l'etapa maoista i amb el moviement anti-dretà, un cop acabada la Campanya de les Cent Flors, Ai es va posicionar al costat de Ding Ling, i malgrat el seu compromís amb els comunistes durant la guerra, va ser condemnat com a dretà l'any 1958 i enviat a una granja a Heilongjiang, fins que malalt, l'any 1959 el van enviar a Pequín per rebre tractament. Però un altre cop va ser exiliat, aquesta vegada a Xinjiang, a Shihezi (石河子), a uns 150 quilòmetres al nord-oest d'Ürümchi, no gaire lluny del Kazakhstan. Va ser assignat a una granja que formava part del Cos de Producció i Construcció de Xinjiang, a més de la seva missió, meitat civil i meitat militar i desenvolupament agrícola, també va servir en un camp d'entrenament per a delinqüents i altres refractaris al règim de Mao. Posteriorment amb la Revolució Cultural, els seus llibres i manuscrits van ser cremats i va ser enviat a una zona anomenada "La Petita Sibèria", on va ser condemnat a netejar les latrines. Tornat uns anys més tard a Shihezi, hi va romandre fins al final de la Revolució Cultural.
No va ser rehabilitat fins a l'any 1978 i autoritzat a publicar de nou.
Va ser nomenat vicepresident de l'Associació d'Escriptors Xinesos. Va fer nous viatges a Europa, va visitar Alemanya, Àustria, Itàlia i sobretot una segona estada a França el juny de 1980 que el va inspirar a escriure nous poemes.
L'any 1984, amb motiu de la celebració dels vint anys de l'establiment de relacions diplomàtiques entre França i la República Popular de la Xina, el president François Mitterrand va condecorar Ai Qing amb l'Orde de les Arts i les Lletres, condecoració que va rebre a la Xina de mans de l'ambaixador francès, Charles Malo.
El 2004 es va establir un Festival de poesia Ai Qing (艾青诗歌节), sota l'egida del municipi de Jinhua i el Comitè Municipal del Partit. Com a secretari del Comitè del Partit de la província de Zhejiang, el mateix Xi Jinping va enviar una carta de felicitació als fundadors. Finalment, el maig de 2021 es va llançar un Premi de poesia Ai Qing (艾青诗歌奖) bianual, amb tres seccions: una per a poetes xinesos, una per a joves i una altra per a poetes estrangers.

### Museu Ai Qing
El Museu de Poesia d'Ai Qing es troba a la ciutat de Shihezi, es va planificar i el projecte de construcció es va implementar oficialment el 1995, amb una inversió total de 3,5 milions de iuans. Amb una superfície 2484 metres quadrats, es va acabar oficialment el novembre de 1998.
Va morir a Pequín el 5 de maig de 1996.

## Obres destacades
- 1932 - 1935 : Dayanhe (My Nanny), 巴黎 (Paris) i 芦笛 (Reed Flute)

- 1938: 北方 (North)
- 1938: 向太阳 (Toward the Sun)
- 1940: Kuangye (Wildness)
- 1980: Guilai de ge (Song of Returning)
- 1982: De la poésie ; Du poète / Ai Qing « Shilun » 诗 论
- 1989: Le chant de la lumière «Guang de zange » 光 的 赞 歌,
- 1991: Ai Qing quanji (The Complete Works of Ai Qing)[6][7]